# Tychini
Tychini (лат.) — триба мелких коротконадкрылых жуков-ощупников из надтрибы Goniaceritae. Более 240 видов.

## Распространение
Встречаются главным образом, в Палеарктике, Неотропике, Юго-Восточной Азии.

## Описание
Мелкие коротконадкрылые жуки—ощупники, большинство видов имеют длину тела менее 5 мм. Имеют удлинённые второй, третий и четвертый максиллярные щупики, третий явно длиннее ширины; усики близко прикреплены к широкому или узкому лобному роструму; задние тазики широко расставлены, каждый не образует вертлужного сочленения; первый видимый стернум короче второго; задний коготок каждой лапки редуцирован. Усики длинные, булавовидные, надкрылья укороченные, лапки трёхчлениковые. Встречаются в лесной подстилке, почве, во мхах.

## Систематика
Крупная триба жуков-ощупников, включает более 240 видов и около 10 родов. Таксон был впервые выделен в 1904 году французским зоологом Ахиллом Раффреем (1844—1923).
Однако, когда в 1995 году в работе Ньютона и Тейера на основании анализа морфологических признаков ранг семейства ощупников был понижен (Newton and Thayer, 1995) до подсемейства в составе Staphylinidae, то соответственно все надродовые таксоны (в том числе, бывшие ранее подсемейства в составе Pselaphidae) были понижены в ранге.
Два вида известны из эоценового балтийского янтаря (†Tychus avus, †Tychus radians).
Современный анализ трибы проводился в двух работах: Дональдом Чендлером в 1988 году и Сергеем Курбатовым вместе с Джорджио Сабелла в 2008 году.
- надтриба Goniaceritae Reitter, 1882
  - триба Tychini Raffray, 1904
    - Amorphodea Kurbatov & Sabella, 2008 — Юго-Восточная Азия, 1 вид[9]
    - Atychodea Reitter, 1884 — Юго-Восточная Азия, 8 видов[9]
    - Custotychus Park & Wagner, 1962 — Северная Америка, 14[10]
    - Cylindrarctus L.W.Schaufuss, 1887 — Неотропика, 10
    - Hyugatychus Nomura, 1996 — Восточная и Юго-Восточная Азия, 4[11][12]
    - Lucifotychus Park & Wagner, 1962 — Северная Америка, 21
    - Nearctitychus Chandler, 1988 — Северная Америка, 1
    - Ouachitychus Chandler, 1988 — Северная Америка, 1
    - Paratychus Besuchet, 1960 — Палеарктика, 6[13][14][15]
    - Tainochus Kurbatov, 1992 — Восточная и Юго-Восточная Азия, 8[16][17][18][11]
    - Tychus Leach, 1817 — более 165
      - =Hesperotychus Schuster & Marsh, 1958[9]
      - =Tychomorphus Jeannel, 1950[9]